# Leucania rubripallens
Leucania rubripallens är en fjärilsart som beskrevs av Smith 1902. Leucania rubripallens ingår i släktet Leucania och familjen nattflyn. Inga underarter finns listade i Catalogue of Life.